# Cosmetus birramosus
Cosmetus birramosus is een hooiwagen uit de familie Cosmetidae.